# The Narrow Way
Pistes de Ummagumma
Several Species ...
(7) The Grand Vizier's Garden Party
(9)
The Narrow Way est une chanson de Pink Floyd en trois parties, composée et jouée seul par David Gilmour. Elle figure sur Ummagumma, sorti en novembre 1969.
Dans le cadre du concept de l'album Ummagumma qui consiste à ce que chaque membre du groupe écrive, compose et enregistre seul sur une demi-face du LP, David Gilmour compose et interprète seul à la guitare et au chant cette chanson divisée en trois parties auquel il rajoute la basse, le piano, l'orgue, le mellotron, la batterie, des bruitages... Mais les textes de chansons ont toujours été le point faible de Gilmour, il a donc demandé l'aide de Roger Waters pour cela, mais ce dernier a refusé.
On retrouve dans la troisième partie de la chanson les futurs arrangements sonores typiques du groupe à partir des années suivantes.

## Personnel
- David Gilmour - guitares, basse, piano, orgue, mellotron, batterie, percussions, chant